# Bölse
Bölse is een plaats in de gemeente Falkenberg in het landschap Halland en de provincie Hallands län in Zweden. De plaats heeft 74 inwoners (2000) en een oppervlakte van 20 hectare.